# Kurt Sobotka
Kurt Sobotka (Bécs, 1930. március 9. – Bécs, 2017. szeptember 8.) osztrák színész, szinkronszínész, filmrendező.

## Filmjei

### Mozifilmek
- Wienerinnen (1952)
- Drei Liebesbriefe aus Tirol (1962)
- Mensch und Bestie (1963)
- Lumpazivagabundus (1965)
- Die lustigen Vier von der Tankstelle (1972)
- Das Wandern ist Herrn Müllers Lust (1973)
- Wenn Mädchen zum Manöver blasen (1975)
- Patient aus Leidenschaft (1991)
- Qualtingers Wien (1997)
- Ene mene muh - und tot bist du (2001)

### Tv-filmek
- Das Leben meines Bruders (1962)
- Alle meine Söhne (1962)
- Spiel im Morgengrauen (1963)
- Reisender ohne Gepäck (1963)
- Heroische Männer (1963)
- Das Karussell (1965)
- Die letzten Tage der Menschheit (1965)
- Der rasende Reporter - Egon Erwin Kisch (1967)
- Ich will Mjussow sprechen (1967)
- Die Romanticker (1968, filmrendező is)
- Madame Sans-Gêne - Die schöne Wäscherin (1968)
- Er hat Glück mit Monika (1969)
- Die Geschichte der 1002. Nacht (1969)
- Servus Zürich - Grüezi Wien (1971)
- Bécsi vér (Wiener Blut) (1972)
- Die beiden Nachtwandler oder Das Notwendige und das Überflüssige (1973)
- Sieben auf einen Streich (1978)
- Vor Gericht seh'n wir uns wieder (1978)
- Ohne Ball und ohne Netz (1982)
- Die Geschwister Oppermann (1983)
- Heinrich Heine - Die zweite Vertreibung aus dem Paradies (1983)
- Die Enthüllung (1985)
- Professor Bernhardi (1989)
- Der vierte Mann (1990)
- Die skandalösen Frauen (1993)
- Vermischte Gefühle (1995)
- Fröhlich geschieden (1997)
- Die Pferdefrau (2001)
- Sous un autre jour (2009)
- Geschichten aus dem Wienerwald (2013)

### Tv-sorozatok
- Die Gäste des Felix Hechinger (1964–1965, nyolc epizódban)
- Donaug'schichten (1966, egy epizódban)
- Der Staudamm (1968)
- Die große Glocke (1969–1971, öt epizódban, egy epizódban rendező is)
- Geschichten über Frauen der Geschichte (1971)
- Frei nach Mark Twain (1971, egy epizódban)
- Tetthely (Tatort) (1972–1996, három epizódban)
- Okay S.I.R. (1973, egy epizódban)
- Hallo - Hotel Sacher... Portier! (1973–1974, három epizódban)
- Simpl-Revue (1977)
- Guglhupf (1978, rendező is)
- Ein echter Wiener geht nicht unter (1979, egy epizódban)
- Alfred auf Reisen (1982, egy epizódban)
- Dolce Vita & Co (2001–2002, 20 epizódban)
- Trautmann (2003, egy epizódban)
- Rex felügyelő (Kommissar Rex) (2004, egy epizódban)
- Tom Turbo (2006, egy epizódban)